# Alberga församling
Alberga församling (finska: Leppävaaran seurakunta) är en evangelisk-luthersk församling i Esbo i det finländska landskapet Nyland. Församlingen tillhör Esbo kyrkliga samfällighet och Esbo stift. År 2022 hade församlingen 23 941 medlemmar. Församlingens kyrkoherde är Kalervo Salo.
Alberga församling grundades år 1964 när Esbo finska församling delades i mindre församlingar. Då hade församlingen endast cirka 8 400 medlemmar. Bergans kapell fungerade som församlingens huvudkyrka fram till år 1979 när Alberga kyrka färdigställdes.

## Kyrkoherdar
- 1965-1981: kyrkoherde Vilho Ylijoki
- 1981-1994: kyrkoherde Kauko Mäki
- 1994-2006: kyrkoherde Kauko Puranen
- 2006– kyrkoherde Kalervo Salo